# 龙川县
龙川县位于中国广东省东北部，东江和韩江上游，今属河源市管辖。龙川有着2220多年的建县历史，是广东历史最悠久的四个古县之一。南越国开国君主赵佗是龙川县的首任县令。以赵佗命名的龙川古县城“佗城”至今遗留有赵佗军队使用过的“越王井”等遗迹。縣人民政府駐老隆镇中山東路20號。

## 历史
龙川历史悠久，据考古学家考证，最迟在新石器晚期就有人类居住。春秋、战国时期属于百越之地。公元前214年，秦始皇派遣赵佗、任嚣等大将平定南越之后，开始在此地筑城设县，驻扎军队，由南海郡管辖，建县至今已有2220多年，是全广东历史最悠久的四个古县之一。龙川县首任县令是南越国的开国君主赵佗。民国时，为纪念其功业，将古县城改名为佗城，该镇目前是广东省的省级历史文化名城。
古龙川县辖地非常广，包括现今的整个河源市、兴宁、五华，以及惠州市。2000多年不断释出其他县地，辖地不断变迁，县名也曾反复更改恢复，至今名称始终如初。县治自最初设县至公元1949年始终没有更改。1949年后，县城由佗城迁至老隆。

## 地理
龙川东部与广东省兴宁市、五华县交界，西部和南部与和平县、东源县毗邻，北部与江西省定南县、寻乌县接壤，总面积3089平方公里。

## 行政区划
龙川县下辖24个镇：
老隆镇、义都镇、佗城镇、鹤市镇、黄布镇、紫市镇、通衢镇、登云镇、丰稔镇、四都镇、铁场镇、龙母镇、田心镇、黎咀镇、黄石镇、赤光镇、廻龙镇、新田镇、车田镇、岩镇镇、麻布岗镇、贝岭镇、细坳镇和上坪镇。
其中老隆镇、鹤市镇、麻布岗镇为中心镇。县政府驻地在老隆镇。 
2002年前，设有郑马镇、石坑镇、锦归镇、谷前镇和枫树坝镇。这些城镇因面积和人口规模较小，2002年后均并入相邻城镇。2009年7月，附城镇撤消，并入老隆镇。

## 经济
2004年，全县国内生产总值（GDP）为44亿元。
在农业方面，全县耕地面积约44.1万亩，农业人口占全县人口的80%以上。过去，龙川的农业一直以水稻种植业为主，近年来，龙川开始逐步搞特色农业，按一镇一个特色农业的格局来发展，四都镇的柿子基地、赤光镇的茶油基地、上坪镇的柑桔基地、细坳镇竹园等都取得了明显的经济利益。
在工业方面，规模较小，目前正在努力发展，近年，有两家大型的鞋业公司兴莱鞋业和宝元制鞋都先后来龙川投资，总人数1万人，成为来龙川投资的最有实力的企业之一。县城西部设立有新城开发区，主要发展轻工业和电子产业。
在旅游业方面，2005年，梅河高速公路开通之后，到龙川霍山、佗城、东江上游枫树坝库区九龙湾等地旅游的人数大为增加，旅游业逐步兴旺。

## 旅游

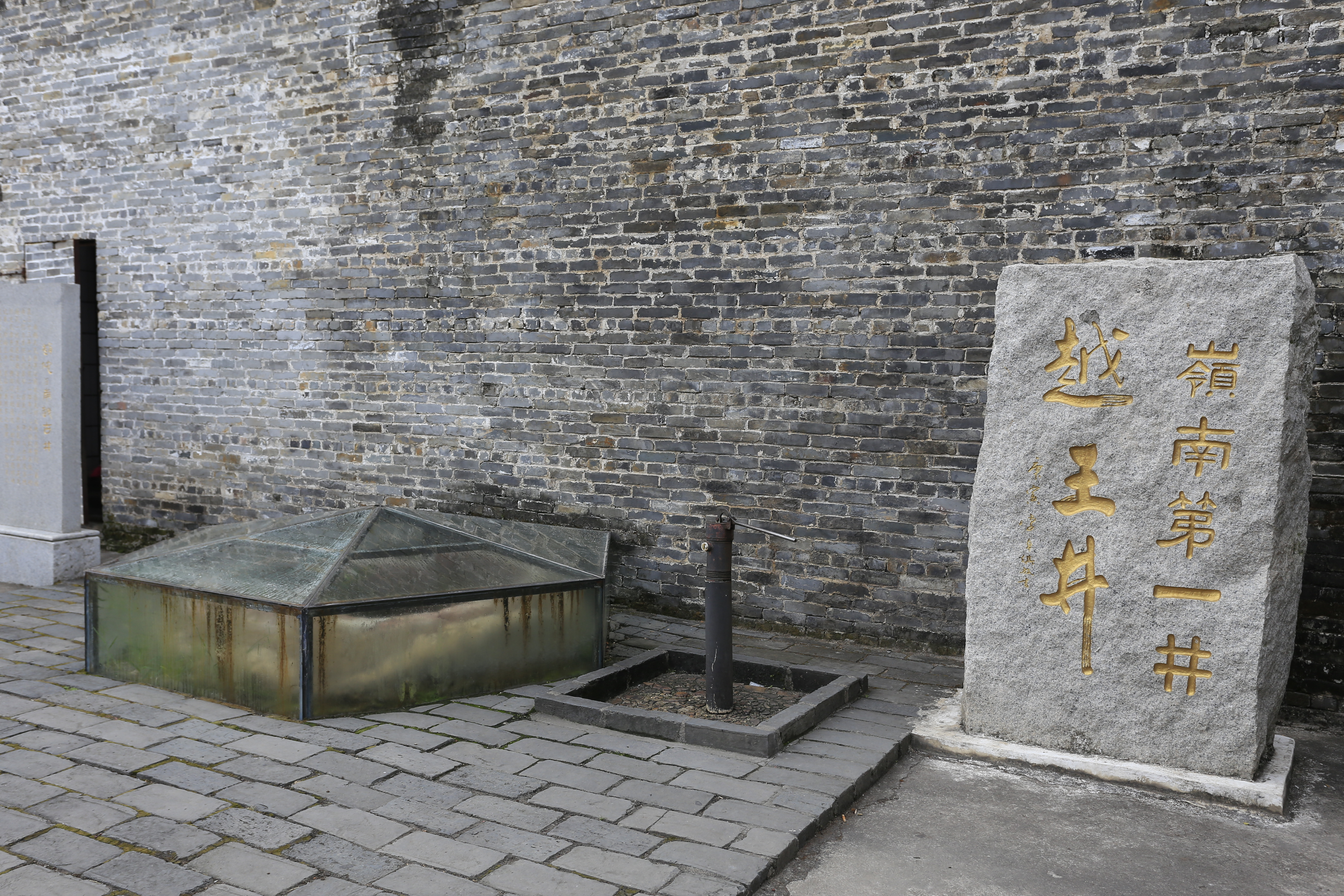
龙川首任县令赵佗开掘的越王井

龙川地处丘陵地带，森林覆盖率达71%，拥有丰富的旅游资源，较著名的景点有：
- 霍山
- 水坑生态风景区
- 枫树坝水库，
- 合溪温泉，梅子山矿泉山庄，东江飘流等。

县内人文景观也非常丰富，旧县佗城是具有2220多年历史的古城，有南越王赵佗的众多遗址，较著名的景点有越王井、越王庙、正相塔、孔庙等。
龙川在清朝时的旧八景为太乙仙岩（太乙岩寺）（霍山风景区）、嶅湖秋月、合溪温泉、龙台晚眺、龙潭飞瀑、嶅峰雪齐、梅村舟横、东山暮钟。

## 人口和民族
2004年，龙川总人口为87万人，有以龙川为籍贯的海外华侨和港澳台同胞共32.7万人。龙川县的居民以汉族客家人为主。除客家人外，还有畲族蓝姓人口约0.2万人。
根據第七次全国人口普查結果，現將2020年11月1日零時龍川縣常住人口的基本情況公佈如下：全縣常住人口為595471人。

## 语言
全县绝大部分居民都使用客家话。各城镇居民因迁入龙川的朝代先后不一，原居住地也不一致，故龙川县各村镇的客家话彼此差异非常大，几乎每个镇的语言都有差别，有些语言的差别甚至大到彼此间对话都很吃力。北部、东部比较接近主流客家话，其中东部石坑地区属客家话粤台片兴华小片，口音与邻近的兴宁市、五华县相同。中部、西南部比较独特，南部四都、佗城、丰稔、老隆等镇本地居民讲带某些粤语特点的本地话，词汇和口音上与主流客家话差别很大。

## 文化
龙川有着浓厚的客家习俗，有着独特的客家菜、客家古建筑和客家民间艺术。龙川的文化是以客家文化为重点的，客家山歌、打马灯、舞龙舞狮等都是传统的客家民间艺术，在节庆习俗、婚丧习俗中保留了浓厚的客家传统色彩。在建筑艺术方面，主要以围龙屋和四角楼等最具本地特色，和本地的客家菜、民间艺术、民间习俗一起，是传统客家文化的精髓。

### 民间艺术
龙川最有特色的文化艺术是客家山歌和杂技。龙川的客家山歌广泛存在于山野农村，有很强的群众基础，几乎上了年纪的老人都能够对上几段。近年来每到傍晚，龙川县城的长堤路一带都聚集着很多的老人在自发的对唱山歌，俗称“斗歌”。龙川还有一个山歌剧团在国内享有一定的名气，多次在中国国内的一些客家山歌比赛上得奖。在龙川，还有一个杂技团颇有名气，该团成立于1956年，自成立以来，得过无数国内大奖。先后到过香港、美国、日本、新加坡、马来西亚、毛里求斯等国演出，是龙川文化艺术和世界交流的桥梁。

### 传统建筑
龙川最有特色的建筑是围龙屋和四角楼，这两种建筑都大量散布在乡村间，是1949年之前富贵人家和大户人家的屋宇。龙川典型的围龙屋是由中间上、中、下殿堂及左右对称半圆型分布围屋组成，前面为半圆型鱼塘与围龙屋形成一个圆形，通常是由一个家族住在里面。而四角楼的特点是房屋四角建有高层四方炮楼，楼四角均有枪眼，该楼的防卫性能极好。

### 客家美食
龙川的菜系属于客家菜，是广东菜的四大流派之一，又称东江菜，其特点是偏重“肥、咸、熟”（其中部分地方以清淡为主），讲究主料、原汁原味和乡土气息，充满田园风味，其中比较有特色的代表菜为：东江酿豆腐、东江盐焗鸡、佗城豆腐丸、车田豆腐、车田田螺汤、炖猪肉汤。
龙川的土特产有老隆牛筋糕、柿饼、雅寄米酒、客家黄酒等。

## 交通
龙川的公路网络和铁路运输网络发达。

### 公路
广龙高速、 205国道、 236国道、 238国道、 120省道贯穿全县，全部为一、二级公路。  长深高速及 梅河高速公路从龙川南部通过，在龙川境内共设龙川东、龙川西和登云3个出口。

### 铁路
京九铁路和广梅汕铁路在龙川县城交汇，拥有广东最大的铁路编组站——龙川编组站，使之成为岭南重要交通枢纽之一。

### 高鐵

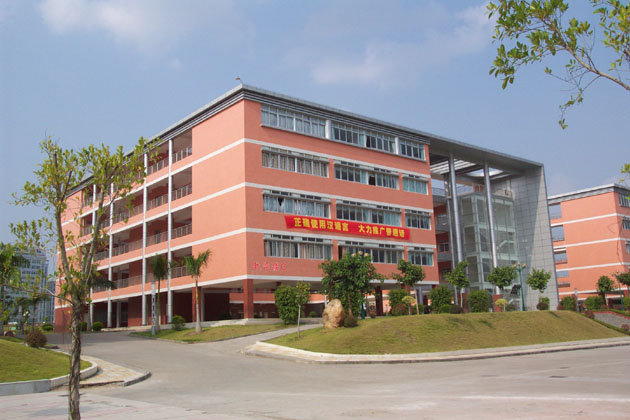
龙川县第一中学新校区

龍川西站是赣深高铁与杭广高速铁路在广东境内的一个重要高铁站，是连接北京、深圳、梅州的交通要道。（正在建設中）

## 水电
龙川水力资源丰富，珠江支流东江由北向南贯穿全县，东江上游的枫树坝水电站是广东省第二大水力发电站。

## 教育
龙川县的完全中学有龙川县第一中学、紫市中學、金安中學、龙川县实验中学、龙川县田家炳中学、车田中学、赤光中学、老隆镇中学、铁场中学、麻布岗中学等，民办学校有龙川一中宏图学校和龙川县第一实验学校，中等专科学校有龙川县技工学校。